# The Best of The Band, Vol. II
| Críticas profissionais | Críticas profissionais |
| Avaliações da crítica  | Avaliações da crítica  |
| Fonte                  | Avaliação              |
| ---------------------- | ---------------------- |
| allmusic               | 3 de 5 estrelas.       |

The Best of The Band, Vol. II é o segundo volume de uma coletânea lançada pelo The Band em outubro de 1999. Traz onze faixas tiradas dos três álbuns de estúdio gravados pela última encarnação do grupo, numa tentativa de retratar seu trabalho sem os integrantes fundadores Richard Manuel e Robbie Robertson.

## Faixas
1. "Stand Up"
2. "Remedy"
3. "Back to Memphis"
4. "Blind Willie McTell"
5. "Atlantic City"
6. "Forever Young"
7. "Young Blood"
8. "Stuff You Gotta Watch"
9. "White Cadillac (Ode To Ronnie Hawkins)"
10. "The High Price of Love"
11. "She Knows"